# Toxotomimus fasciolatus
Toxotomimus fasciolatus là một loài bọ cánh cứng trong họ Cerambycidae.